# کی-۹۱۱
کی-۹۱۱ (انگلیسی: K-911) فیلمی در ژانر اکشن و کمدی است که در سال ۱۹۹۹ منتشر شد. از بازیگران آن می‌توان به جیم بلوشی و وید ویلیامز اشاره کرد.

## خلاصه داستان
مایک و سگش جری بعنوان یک تیم در اداره پلیس لس آنجلس کار می‌کنند. با این حال کاپیتان جری آنها را مجبور می‌کند با یک تیم جدید همکار شوند. مایک و جری علاقه‌ای به این همکاری ندارند اما با ورود یک تیرانداز مرموز همه چیز تغییر می‌کند…